# Circonscription de Masha
La circonscription de Masha est une des 121 circonscriptions législatives de l'État fédéré des nations, nationalités et peuples du Sud, elle se situe dans la Zone Sheka. Sa représentante actuelle est Ehetnesh Zeleqe Shobeno.